# Saint-Avit (Puy-de-Dôme)
Saint-Avit település Franciaországban, Puy-de-Dôme megyében. Lakosainak száma 205 fő (2022. január 1.). Saint-Avit Mérinchal, La Celle és Condat-en-Combraille községekkel határos.

## Népesség
A település népessége az elmúlt években az alábbi módon változott:
| Lakosok száma | 251  | 245  | 244  | 234  | 226  | 218  | 213  | 209  | 205  |
|               | 2013 | 2015 | 2016 | 2017 | 2018 | 2019 | 2020 | 2021 | 2022 |